# Joe Biden
Joseph Robinette Biden Junior ([ˈd͡ʒoʊsəf ɹɑbɪnɛt ˈbaɪdən ˈdʒunjɚ]), oftast kallad Joe Biden, född 20 november 1942 i Scranton i Pennsylvania, är en amerikansk demokratisk politiker och jurist som var USA:s 46:e president åren 2021–2025. Han tillträdde ämbetet som president den 20 januari 2021 efter att ha vunnit i presidentvalet 2020. Hans valmanifest 2020 sammanfattas med slagorden ”Build Back Better”.
Biden har en lång karriär inom politiken. Han är en av de som fullgjort flest år i USA:s senat, där han representerade delstaten Delaware åren 1973–2009. År 2009 lämnade han senaten då han 2009–2017 var USA:s vicepresident under Barack Obamas presidentperiod.
Han räknas som en mitten- eller högerorienterad demokrat (på engelska används begreppet ”moderate Democrat”), till skillnad från mer vänsterorienterade eller ”progressiva” demokrater som Bernie Sanders och Elizabeth Warren. Baserat på hur Biden har röstat i senaten, mellan åren 2003 och 2008, ligger han i mitten bland Demokraterna politiskt.
Den 21 juli 2024 meddelade president Joe Biden att han inte kandiderar i presidentvalet 2024 och att han stöder vicepresidenten Kamala Harris som presidentkandidat för Demokraterna.
Den 18 maj 2025 meddelande Joe Bidens stab att han hade drabbas av en aggressiv form av prostatacancer.

## Uppväxt och tidig karriär
Joe Biden föddes den 20 november 1942 i Scranton, Pennsylvania,. Hans föräldrar var bilförsäljaren Joseph Robinette Biden Sr (1915–2002). och Catherine Eugenia Biden, född Finnegan (1917–2010). Han var det först födda barnet i en syskonskara på fyra. Hans mor hade irländska rötter. Farföräldrarna Joseph H. Biden och Mary Elizabeth Robinette hade engelskt, franskt och irländskt påbrå. Joe Biden växte från 11 års ålder upp i nordvästra Delaware, då hans familj flyttade dit.
Biden avlade 1965 Bachelor of Arts-examen i historia och statsvetenskap vid University of Delaware i Newark och 1968 juristexamen vid Syracuse University. År 1969 blev han advokat och året därpå fick han sitt första politiska uppdrag när han blev invald i New Castle Countys fullmäktige (county council). 1972 ställde han upp i valet till USA:s senat och besegrade med knapp marginal den sittande republikanske senatorn Cale Boggs, vilket vid tiden sågs som en stor överraskning.

## Åren i senaten

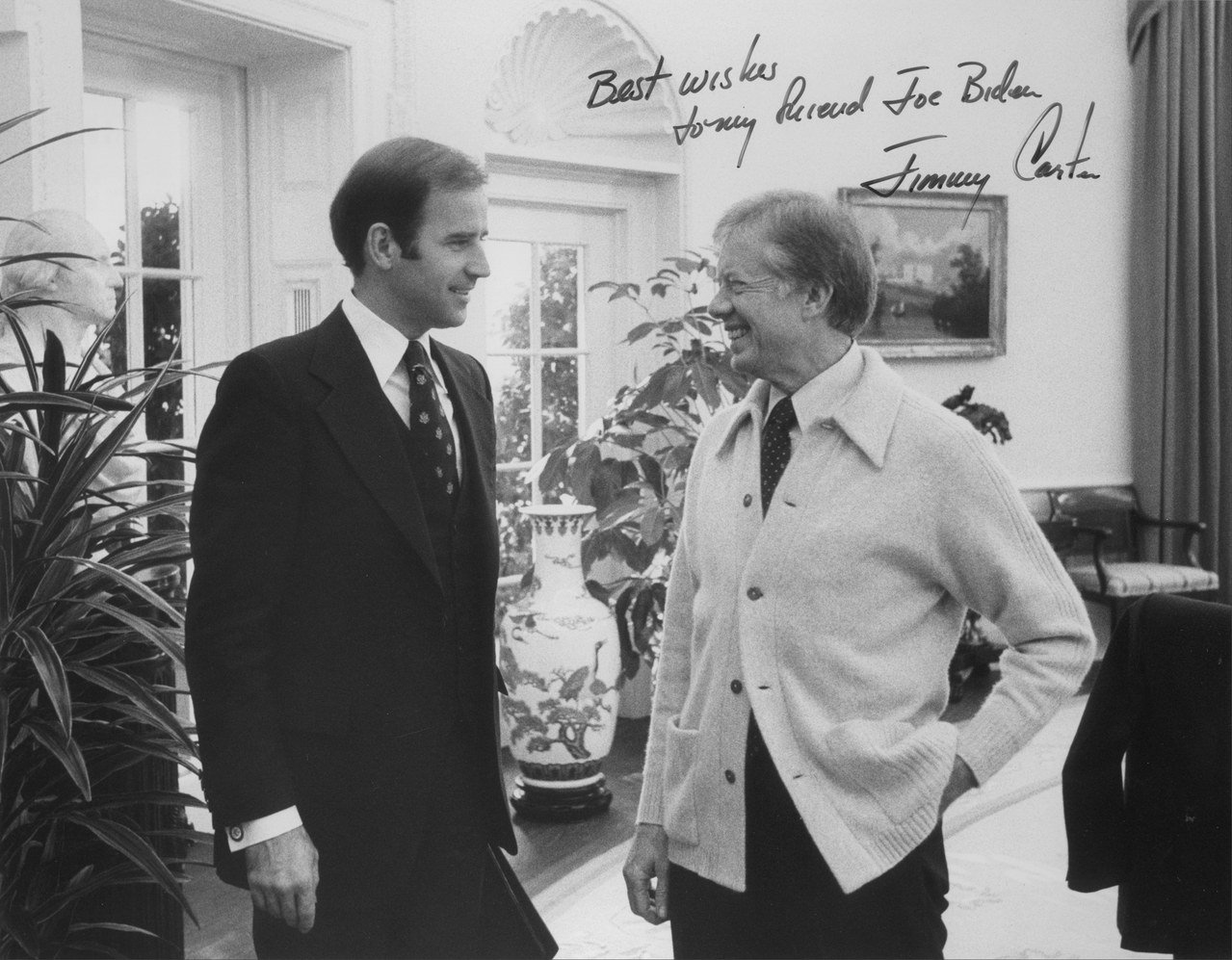
Biden med Jimmy Carter i Ovala rummet.

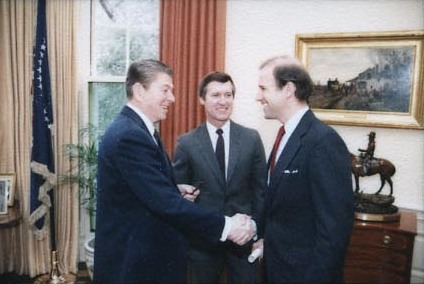
Biden (till höger) och Ronald Reagan (till vänster) 1984

Under sina första år i senaten, från 1972 och framåt, fokuserade Biden på konsumentskydd och miljöfrågor. Han var också involverad i debatten kring bussning av elever för att motverka segregering, att färgade barn gick på vissa skolor och "vita" på andra skolor Detta engagemang utvecklades till kritik av bussning som metod för att minska segregationen mellan skolor, och ledde till att Demokratiska partiet så småningom huvudsakligen avstod från att förorda den metoden.
Under många år var Biden medlem av senatens utrikesutskott (Foreign Relations Committee). Inom utrikespolitiken hade Biden fokus på nedrustning och vapenkontroll. Efter att kongressen hade underlåtit att skriva på SALT II-avtalet som signerats av Sovjetunionens ledare Leonid Brezjnev och USA:s president Jimmy Carter tog Biden ett initiativ i frågan genom att möta Sovjetunionens utrikesminister Andrei Gromyko för att påtala de amerikanska intressena och bekymren. Han lyckades också säkra ett antal förändringar i skrivningarna utifrån invändningarna och kritiken från utrikesutskottet.
Han motsatte sig Irakkriget 1991. I fråga om Bosnienkriget förespråkade han däremot amerikansk intervention 1994 och 1995.
Biden var också ledamot i justitieutskottet (Committee on the Judiciary) under många år. Han var bland annat dess ordförande 1987 till 1995. Under hans tid som ordförande hade utskottet på sitt bord två särskilt kontroversiella nomineringar till Högsta domstolen: Robert Bork 1987 och Clarence Thomas 1991.
Biden medverkade till flera omfattande nya lagar under 1990-talet, bland annat följande:
- "Lagen om våldsbrott och brottsbekämpning från 1994", en lag om brott och brottsbekämpning som Biden var med om att författa och som antogs som amerikansk lag 1994.[26] Lagen var mycket omfattande och bestod av 356 sidor lagtext. Innebörden av lagen var att 100 000 nya poliser skulle finansieras, fängelserna skulle få 9,7 miljarder dollar och 6,1 miljarder dollar skulle gå till förebyggande program.[27]
- Violence Against Women Act of 1994 var en federal lag som undertecknades av Bill Clinton den 13 september 1994. Lagförslaget lades fram av Biden och den republikanske senatorn Orrin Hatch. Det fick också stöd från en bred koalition av grupper och organisationer.[28] Lagen tillhandahöll 1,6 miljarder dollar för utredning och lagföring av våldsbrott mot kvinnor. Dessutom medförde den också vissa juridiska förändringar, inklusive skrivningar om hårdare straff för våldsbrott mot kvinnor. Lagen fick majoritetsstöd av både demokrater och republikaner i kongressen och passerade därefter både representanthuset och senaten med majoritet för lagen.[29]

## Presidentvalskampanjen 1988

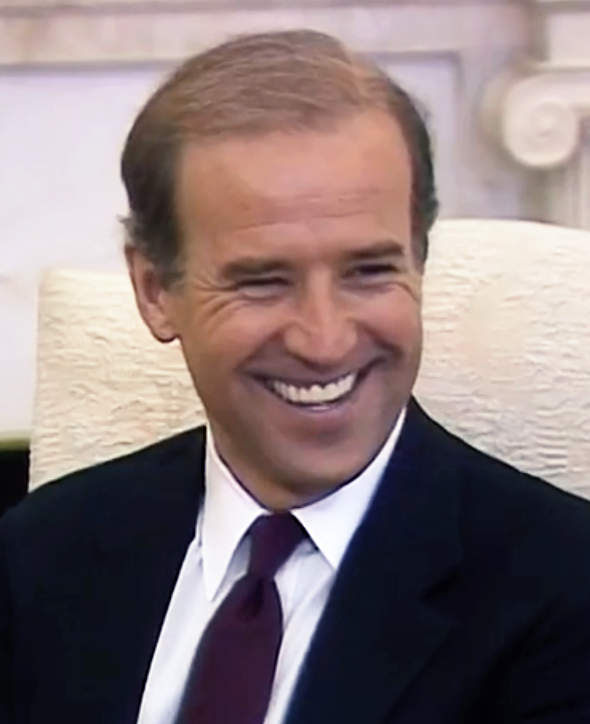
Biden 1987

Efter femton år i senaten tog Biden 1987 steget till att kandidera till att bli det demokratiska partiets presidentkandidat i 1988 års presidentval. Formellt meddelade han detta beslut på järnvägsstationen i Wilmington den 9 juni 1987. Redan i september samma år avslutade han dock kampanjen, efter att ha kritiserats för att ha plagierat andra politiker i flera av sina tal.

## Presidentvalskampanjen 2008

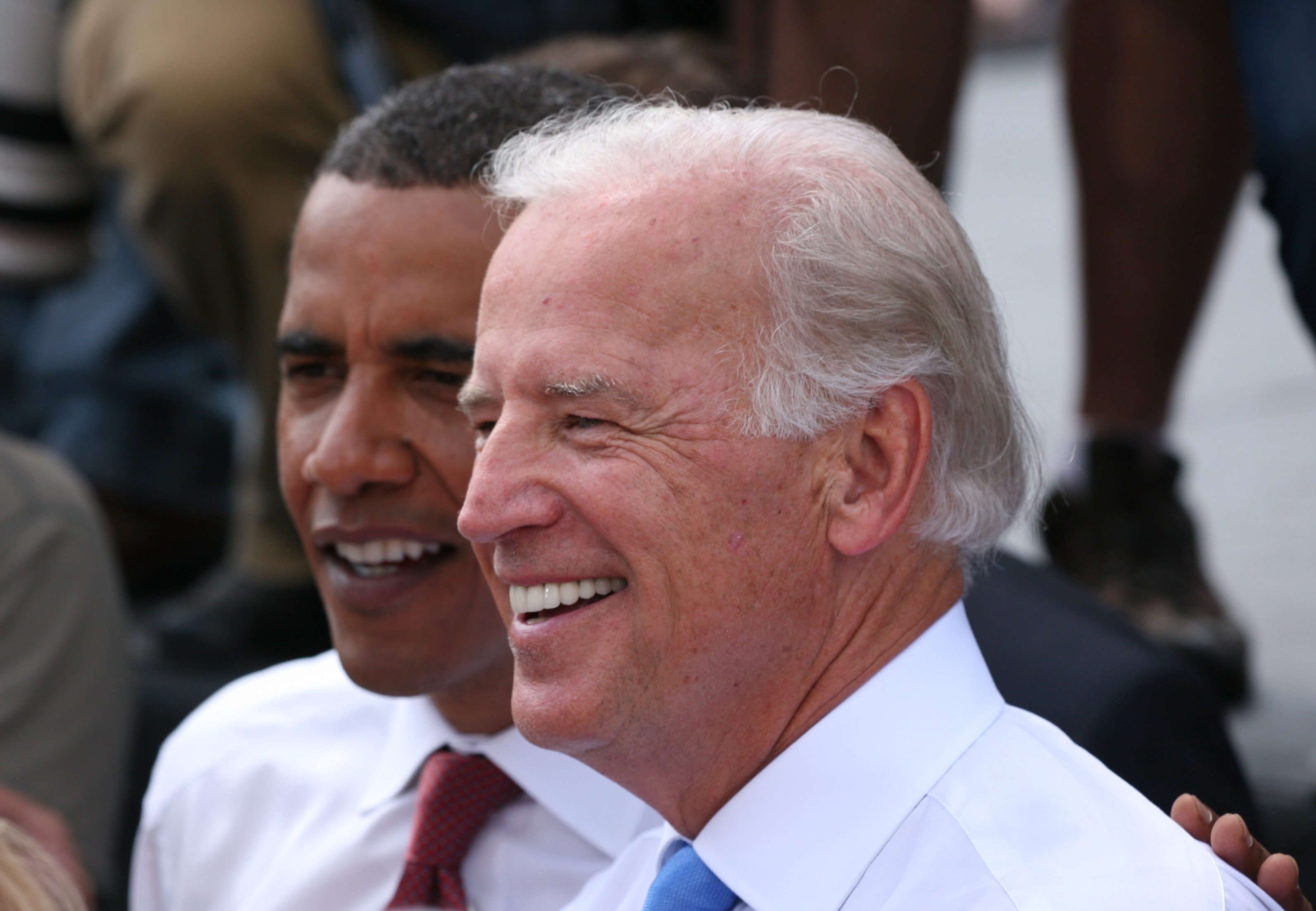
Barack Obama och Biden i Springfield, Illinois, 23 augusti 2008 strax efter att den förre tillkännagivit den senare som sin vicepresidentkandidat.

Den 31 januari 2007 tillkännagav Biden sin kandidatur till att bli vald till demokratiska partiets presidentkandidat i presidentvalet 2008. I samband med tillkännagivandet kallade han president Bushs Irak-politik för "kanske den största utrikespolitiska katastrofen i vår tid". Han var dock en av de starkaste förespråkarna bland demokraterna för en amerikansk invasion i mars 2003.
Bara en dag efter att han meddelat att han skulle ställa upp i presidentvalet fällde han en kommentar som kom att överskugga hans kampanj. I en kommentar om sin medkandidat Barack Obama sade han: "Han är den förste vardaglige afro-amerikanen som är vältalig och smart och ren och ser rätt bra ut." Detta uttalande fick många i det afro-amerikanska samhället att rasa.
Biden valde i januari 2008, efter att bara ha kommit på femte plats i nomineringsvalet i Iowa, att avsluta sin presidentkampanj.

## Vicepresident 2009–2017
Barack Obama meddelade den 23 augusti 2008, efter att han vunnit Demokraternas primärval, att han valt Joe Biden som sin vicepresidentkandidat. På morgonen den 5 november 2008 stod det klart att Biden skulle bli USA:s näste vicepresident efter att Obama utropats till segrare i presidentvalet. De båda valdes 2012 även för en andra mandatperiod.
En av de största och viktigaste nya lagarna som Biden var engagerad och delaktig i under tiden som Obamas vicepresident var hälsovårdslagen Patient Protection and Affordable Care Act, informellt kallad Obamacare.
Under hösten 2015 meddelade Biden, som då nyligen hade varit med om en personlig tragedi när sonen Beau avlidit i cancer, att han avstod från att försöka bli Demokraternas kandidat i presidentvalet 2016.

## Presidentkampanjen 2020

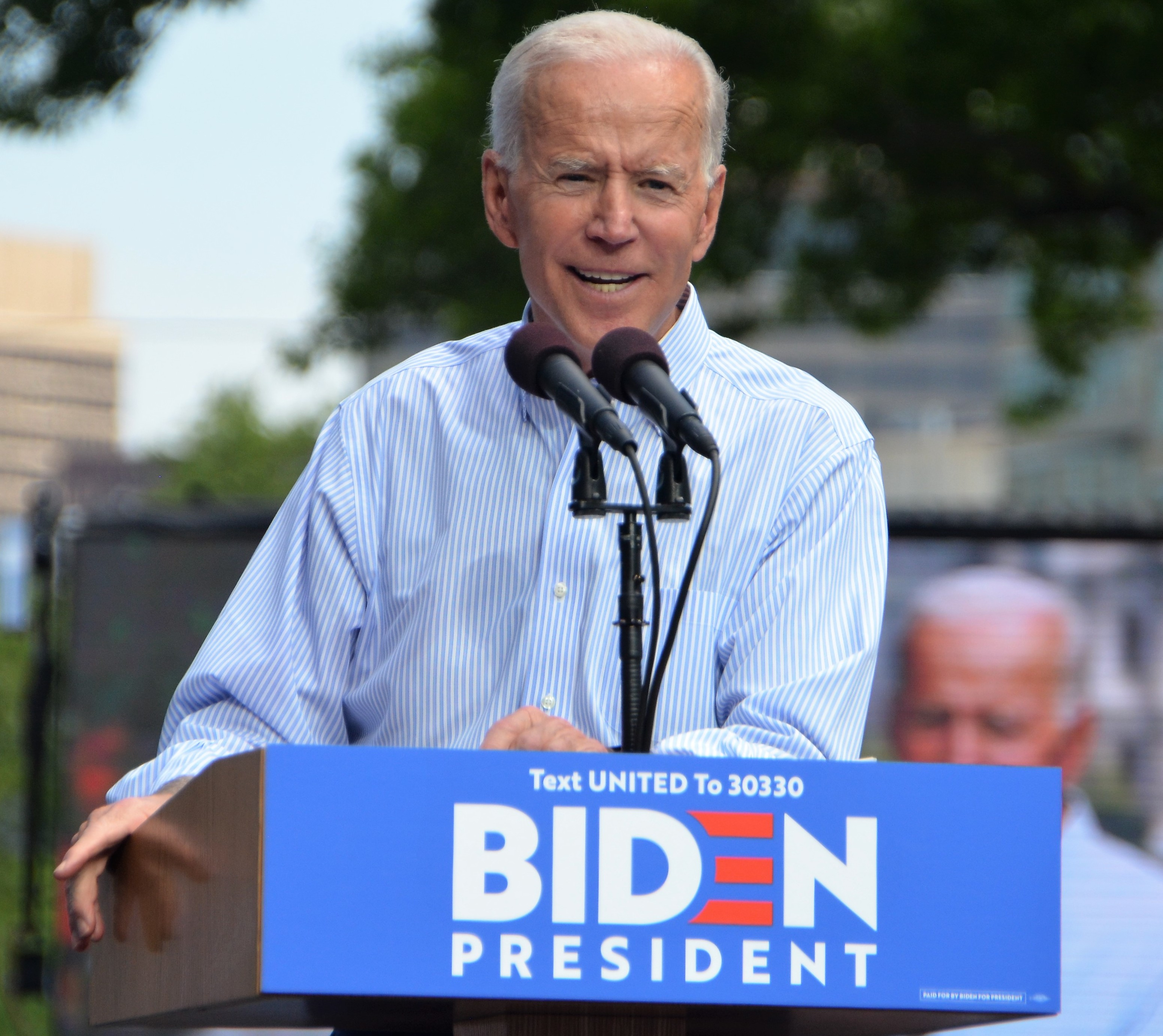
Biden i Philadelphia, maj 2019

Joe Biden nämndes som en potentiell Demokratisk presidentkandidat från 2016 och framåt i ett flertal tidningar och medier. I samband med ett evenemang i Bogotá, Colombia, den 17 juli 2017 nämnde han, som en respons på dessa spekulationer, att han avsåg att ha bestämt sig i den frågan i januari 2019.
Den 25 april 2019 meddelade Biden sin kandidatur i presidentvalet 2020. Under 2019 låg han därefter så gott som konstant etta i opinionsmätningarna över vilken presidentkandidat som de demokratiska väljarna föredrog. I nomineringsmötet (engelska: caucus) i Iowa gick det dock sämre och i primärvalet i New Hampshire den 11 februari 2020 kom han först på femte plats, men senare gick det bättre och han blev demokraternas presidentkandidat. Den 11 augusti 2020 meddelade Biden att Kamala Harris blev hans vicepresidentkandidat.

### Politiskt program

#### Miljö och klimat
Miljö- och klimatpolitiken var ett av Bidens fokusområden i hans presidentvalskampanj. Han förespråkade en massiv plan för att få USA att bli ett land med enbart ren energi. På kampanjhemsidan står det bland annat:
"Getting to a 100% clean energy economy is not only an obligation, it’s an opportunity. We should fully adopt a clean energy future, not just for all of us today, but for our children and grandchildren." (svenska: "Att uppnå en ekonomi med 100 procent ren energi är inte bara ett krav, utan en möjlighet. Vi måste komma till en framtid med ren energi, inte bara för vår egen skull utan också för våra barns och våra barnbarns skull.")

### Debatter och opinionsmätningar
I de flesta opinionsmätningar bland presumtiva Demokratiska väljare under 2019 låg Joe Biden på första plats, med kandidater som Bernie Sanders, Elizabeth Warren och Pete Buttigieg en bit efter. Han betraktades därför allmänt som det Demokratiska partiets "frontrunner" under 2019. I caucusen i Iowa och i primärvalet i New Hampshire gick det dock sämre för Biden. I dessa val blev det istället Bernie Sanders och Pete Buttigieg som i stort delade på segern, men sedan gick det bättre och han stod till slut ensam kvar som segrare i premiärvalet, stöttad av både Sanders och Buttigieg (och Warren).

#### Hösten 2019
Strax före primärvalsdebatten i Westerville i Ohio den 15 oktober 2019 hade dock Warren kommit före Biden i en opinionsmätning. I den debatten pressades Biden om sin son Hunter Bidens nära kontakter med ett ukrainskt naturgasföretag, vilket skedde samtidigt som Biden var vicepresident under Barack Obamas administration. Biden svarade med att säga: “Look, my son did nothing wrong.” Biden framhöll att han är den av presidentkandidaterna som verkligen har kapacitet att få stora saker att hända, att han varit med och tagit beslut om stora och viktiga lagar. I slutet av debatten kastade dock Bernie Sanders in några hårda ord mot Biden, apropå att få saker att hända. Sanders sa då följande: "Joe, you talked about working with Republicans and getting things done. But you know what you also got done … you got the disastrous war in Iraq done. You got the bankruptcy bill which is hurting middle-class families all over this country. You got trade agreements like NAFTA and PNTR with China done which have cost us 4 million jobs."

#### Det förberedande valmötet i Iowa den 3 februari 2020
| Kandidat         | Första omgången (%) | Andra omgången (%) | Nationella delegater |
| ---------------- | ------------------- | ------------------ | -------------------- |
| Pete Buttigieg   | 21,3                | 25,0               | 14                   |
| Bernie Sanders   | 24,4                | 26,5               | 12                   |
| Elizabeth Warren | 18,6                | 20,3               | 8                    |
| Joe Biden        | 14,9                | 13,7               | 6                    |
| Amy Klobuchar    | 12,7                | 12,2               | 1                    |
| Andrew Yang      | 5,0                 | 1,0                | 0                    |
| Tom Steyer       | 1,7                 | 0,2                | 0                    |

#### Primärvalet i New Hampshire den 11 februari 2020
| Kandidat         | Röster (antal) | Röster (%) | Nationella delegater |
| ---------------- | -------------- | ---------- | -------------------- |
| Bernie Sanders   |                | 25,7       | 9                    |
| Pete Buttigieg   |                | 24,7       | 9                    |
| Amy Klobuchar    |                | 19,8       | 6                    |
| Elizabeth Warren |                | 9,3        | 0                    |
| Joe Biden        |                | 8,4        | 0                    |
| Tom Steyer       |                | 3,6        | 0                    |
| Tulsi Gabbard    |                | 3,2        | 0                    |
| Andrew Yang      |                | 2.8        | 0                    |

#### Debatten i Nevada 19 februari 2020
Joe Biden var en av sex presidentkandidater på scenen under primärvalsdebatten i Las Vegas, Nevada, den 19 februari 2020. Debatten präglades av hård kritik mot framför allt miljardären Michael Bloomberg, som på kort tid och med hjälp av en stor kampanjbudget och ändrade regler från DNC:s sida lyckats kvala in till primärvalsdebatten. Joe Biden deltog också i denna kritik mot Bloomberg, åtminstone i viss mån, genom att hävda att Bloomberg inte lyckats sköta New York så bra under den period han var stadens borgmästare. Däremot fick inte Biden så mycket kritik från de övriga i denna debatt. Till skillnad från under debatterna under 2019, då han som upplevd "frontrunner" fick ta emot mycket kritik från övriga presidentkandidater under debatterna.
När Biden höll sitt avslutningsanförande i debatten hördes en skara demonstranter som skrek ut sitt missnöje med Bidens migrationspolitik under den förre presidenten Barack Obamas administration. Demonstranterna, som menade att Biden var ansvarig för "deportation av tre miljoner människor", kom från "RAICES Action", ett nätverk som enligt hemsidan står upp för invandringsreform och ökade rättigheter för flyktingar. Dagarna före debatten blev Biden intervjuad av spanskspråkiga amerikanska TV-nätverket Univisions nyhetsankare Jorge Ramos, bland annat om just dessa deporteringar. I intervjun sa Biden att deporteringarna, eller delar därav, var ett stort misstag och framhöll även att han har politik för ökad legal migration, förbättrad asylprocess och att byggnationen av en mur mellan USA och Mexiko stoppas.

## Presidentskapet 2021–2025
Biden blev vald som den 46:e presidenten i USA:s historia i november 2020. Han segrade över den sittande presidenten Donald Trump och blev därmed den första att besegra en sittande president sedan Bill Clinton vann mot George H. W. Bush år 1992. Han är den äldsta presidenten någonsin, samt den första presidenten från Delaware (han föddes dock i Pennsylvania). Joe Biden är den andra katolska presidenten efter John F. Kennedy.
Valet 3 november blev jämnare än vad som förutsades i opinionsundersökningar, men Biden och hans vicepresidentkandidat Kamala Harris utropades den 7 november 2020 som segrare av de ledande amerikanska mediekanalerna.  Biden höll samma kväll ett segertal i hemstaden Wilmington, där han sa att "det är dags för USA att läka" och manade till ett slut på "eran av demonisering". Den sittande presidenten Donald Trump erkände sig dock inte besegrad och ifrågasatte rösträkningen i flera delstater.
Den 14 december 2020 röstade elektorskollegiet fram Joe Biden som tillträdande president, vilket bekräftades när vicepresident Mike Pence verifierade rösterna 7 januari i senaten. Valresultatet och verifierandet av rösterna ledde till protester som tidigare under kongressens sammanträde 6 januari urartat i en stormning av kongressbyggnaden, utförd av anhängare till Donald Trump.

### Tillträdande president
Dagar efter valresultatet skapade Biden en rådgivande nämnd (Covid-19 Advisory Board) för bekämpningen av Covid-19 pandemin, vilken skulle ersätta Trump-administrationens Coronavirus-arbetsgrupp. Biden avsåg att införa ett större statligt ansvar för bekämpning av pandemin än vad som funnits tidigare, med ökat antalet tester, mer pålitlig tillgång till skyddsutrustning, arbete med vaccin och medel för skolor och sjukhus.
Den 11 november 2020 valde Biden Ron Klain som sin stabschef. Klain hjälpte Biden i senaten på 1980-talet, han var Bidens första stabschef som vicepresident och däremellan även stabschef för vicepresident Al Gore.
Den 23 november 2020 gjorde Biden sina första nomineringar och utnämningar för nationell säkerhet; Antony Blinken som USA:s utrikesminister, Alejandro Mayorkas som USA:s inrikesminister, Avril Haines som direktör för nationell underrättelsetjänst, Jake Sullivan som nationell säkerhetsrådgivare, Linda Thomas-Greenfield som Förenta staternas ambassadör vid FN, Janet Yellen som USA:s finansminister och den tidigare utrikesministern John Kerry som särskilt sändebud för klimatfrågan. Haines blev därmed den första kvinnan i rollen som direktör för den nationella underrättelsetjänsten.
Den 23 november erkände Emily W. Murphy (chef för General Services Administration) Biden som den slutgiltiga vinnaren av valet 2020 och godkände starten av övergångsprocessen till Biden-administrationen.
I samband med det ceremoniella mottagandet och bekräftandet av delstaternas elektorsdelegationers röstresultat den 6 januari 2021 i en gemensam session för de båda kamrarna av USA:s kongress inträffade ett större upplopp, då anhängare till valets förlorare Donald Trump stormade Kapitolium med flera dödsfall som resultat bland Kapitoliums polisstyrka och upploppsdeltagarna. Kongressledamöterna, senatorerna och vicepresident Mike Pence tvingades evakueras från mötessalen då säkerhetshotet bedömdes som akut. Därigenom försenades det formella fastställandet av Bidens valseger i elektorskollegiet med flera timmar till sent på natten. Rösträkningen drog också ut på tiden då flera republikanska kongressledamöter formellt protesterade mot valresultatet i några vågmästarstater som Arizona och Pennsylvania, dock utan att påverka rösträkningens resultat. Då Trumps agitation och uppmaning till handling i strid mot det preliminära valresultatet sågs som den utlösande faktorn i upploppet, kom den demokratiska majoriteten i USA:s representanthus samt tio republikanska kongressledamöter att väcka åtal om riksrätt mot Trump. Biden kritiserade Trumps handlande och kallade upploppsmakarna "inhemska terrorister", men i frågan om riksrättsåtalet valde han att hänvisa till kongressens egna beslutsrätt i frågan. En eventuell riksrättsrättegång mot Trump i USA:s senat väntades sammanfalla med de första dagarna av Bidens ämbetstid.

### Första dagarna
Biden installerades traditionsenligt genom att tillsammans med vicepresident Harris svära ämbetseden kort före det formella överlämnadet av ämbetet klockan 12 lokal tid den 20 januari 2021. Ämbetseden förestavades som brukligt av chefsdomaren vid högsta domstolen John Roberts, med familjen Bidens familjebibel från 1893 som Biden använt vid alla sina tidigare ämbetseder i senaten och som vicepresident. Vid ceremonin, som på grund av pandemirestriktioner genomfördes med en begränsad publik, framträdde bland andra artisterna Lady Gaga, Garth Brooks och Jennifer Lopez. Poeten Amanda Gorman höll ett uppmärksammat framträdande där hon framförde den nyskrivna dikten The Hill We Climb om bland annat vikten för USA att offentligt bearbeta historiska sår som slaveriet. Den avgående presidenten Donald Trump gjorde ett avsteg från traditionen genom att inte närvara, men den avgående vicepresidenten Mike Pence och de tidigare presidenterna Bill Clinton, George W. Bush och Barack Obama deltog. Biden uppmanade till nationell enighet och samarbete och inledde sin ämbetsperiod med en tyst bön för COVID-19-pandemins offer.
På sin första dag i ämbetet 20 januari 2021 undertecknade Biden ett antal exekutiva beslut som bland annat införde krav om att bära ansiktsmask för skydd mot COVID-19 på federal mark, inledde processen för att återansluta USA till FN:s klimatavtal och till WHO, samt avslutade de särskilda krisbestämmelser som införts av Trumpadministrationen vid gränsen mellan USA och Mexiko.
Biden utarbetade ett stort stimulanspaket under sina första hundra dagar som lagstiftades av kongressen den tionde mars 2021. Paketet innebar 1,9 biljoner us-dollar, däribland 1 400 dollar arbetslöshetsersättning till amerikanska medborgare. På grund av stimulanspaketets storlek blev Bidens politik jämförd med Franklin D. Roosevelts New Deal.

### Upptäckt av hemligstämplade dokument
Den 2 november 2022 hittade Bidens advokater hemligstämplade dokument från hans vicepresidentskap i en "låst garderob" när de packade filer på Penn Biden Center. Enligt Vita huset rapporterades dokumenten den dagen till National Archives and Records Administration, som återfick dokumenten dagen efter. Den 20 december upptäcktes en andra grupp hemligstämplade dokument i garaget i Bidens Wilmington, Delaware-residens. I januari 2023 offentliggjordes dessa fynd, och den 12 januari utnämnde justitieminister Merrick Garland Robert K. Hur till särskild utredare för att utreda "möjlig obehörig borttagning och lagring av hemligstämplade dokument eller andra register". Den 20 januari, efter en 13-timmars sökning av FBI-utredare, beslagtogs ytterligare sex hemligstämplade dokument i Bidens bostad i Wilmington.

### 2023
Kinesiska ballongincidenten 2023 inträffade från 28 januari till 4 februari 2023 då en stor vit höghöjdsballong av kinesiskt ursprung korsade det nordamerikanska luftrummet
Ballongen passerade Montana den 1 februari och Missouri den 3 februari innan den sköts ner utanför Surfside Beach, South Carolina den 4 februari på order från Joe Biden.
Incidenten förvärrade de ansträngda relationerna mellan USA och Kina, vilket gjorde att USA:s utrikesminister Antony Blinken sköt upp ett nära förestående diplomatiskt besök i Peking.
Den 20 februari 2023 besökte Joe Biden Ukraina för ett kort besök, det första sedan Rysslands invasion av Ukraina ett år tidigare.

## Politiska ståndpunkter
Biden har karakteriserats som en moderat demokrat. Han stödde stimulansåtgärden i The Recovery Act från 2009; reproduktiva rättigheter; samkönat äktenskap och minskade militära utgifterna i Obama-administrationens budget för 2014. Bidens åsikter om abort har förändrats under åren. Han motsatte sig ursprungligen federal finansiering för abort och sade år 1974 att Roe mot Wade "gick för långt" och "en kvinna [har inte] ensamrätten att säga vad som ska hända med hennes kropp." I en intervju från 2006 sa han: "Jag ser inte abort som ett val och en rättighet. Jag tror att det alltid är en tragedi[.]" År 2019 kallade han Roe mot Wade "landets lag", och sa att han skulle arbeta för att kodifiera beslutet till federal lag.

### Miljö och klimatförändringar
Han anser att åtgärder måste vidtas mot den globala uppvärmningen. I juni 2019 publicerade Bidens valkampanj en klimatpolitisk plan med investeringar om 1,7 biljoner dollar med målet att stoppa utsläppen helt år 2050. Biden har dessutom lovat att återansluta sig till Parisavtalet (som Trump lämnade).

### Transport
Under Obamas regering hade Biden en ledande roll för förslaget att investera 53 miljarder dollar inom loppet av sex år för byggandet av en nationellt höghastighetsjärnväg. Det var en del av Obamaadministrationens mål att utöka tillgången till höghastighetståg till 80 procent av den amerikanska befolkningen under ett kvartssekel. Förslaget skrotades efter att det blivit nedröstat i kongressen av den republikanska majoriteten.
Under sin valkampanj 2020 presenterade Biden en investeringsplan på 1,3 biljoner dollar för att förbättra den nationella infrastrukturen, vilket skulle vara en uppföljning på Obamaregeringens prioriteringar. I planen var det $50 miljoner som skulle gå till att reparera nuvarande vägar och broar, redan det första året. Planen innefattar även investeringar i höghastighetståg, kollektivtrafik och cykling, men även skolor, ersätta vattenledningar samt annan vatteninfrastruktur och utöka bredbandet på landsbygden. I planen finns även ett konkret förslag om en ombyggnad av Hudson River Tunnel, en utbyggnad av Northeast Corridor, samt tåginvesteringar i Kalifornien, Mellanvästern och Västra USA. Finansieringen planerades ske genom höjda skatter för höginkomsttagare och företag.

### Europa

#### Balkan

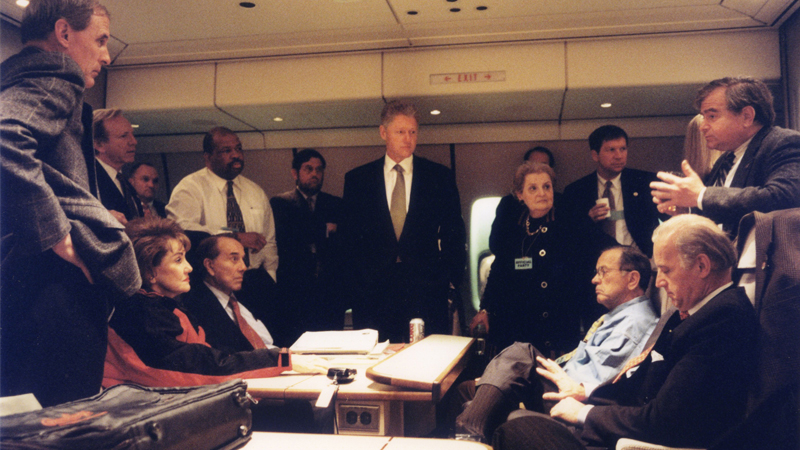
Joe Biden (längst ned till höger) på väg till Bosnien med dåvarande presidenten Bill Clinton (mitten) på Air Force One, 1997.

Under 1990-talet var Biden involverad i att stoppa folkmord på bosnier av den bosnienserbiska armén. Han stödde "lift and strike"-policyn som innebar militärt understöd genom Natos luftangrepp. Biden själv har valt att kalla sin personliga roll som sitt "stoltaste ögonblock i det offentliga livet" relaterat till utrikespolitiken, med argumentet att han påverkade Balkanpolitiken i mitten av 1990-talet.

#### NATO-allierade
Joe Biden önskade att stärka förhållandet mellan USA och övriga Natomedlemsländer, vilket han menar varit på tillbakagången under Trumps tid som president Biden kritiserade Trumps beslut att dra tillbaka 9 500 amerikanska soldater från Tyskland.  Biden har kritiserat Trump för att ha behandlat Nato som "en beskyddarverksamhet" snarare än "den viktigaste militära alliansen i världens historia". Bidens utrikespolitiska experters analys är att Nato är en nyckelkomponent för att motverka Kinas växande inflytande.

#### Polen
Biden fördömde "HBTQ-fria zoner" i Polen, och sade "de har ingen plats i den Europeiska Unionen eller någonstans i världen".

## Utmärkelser

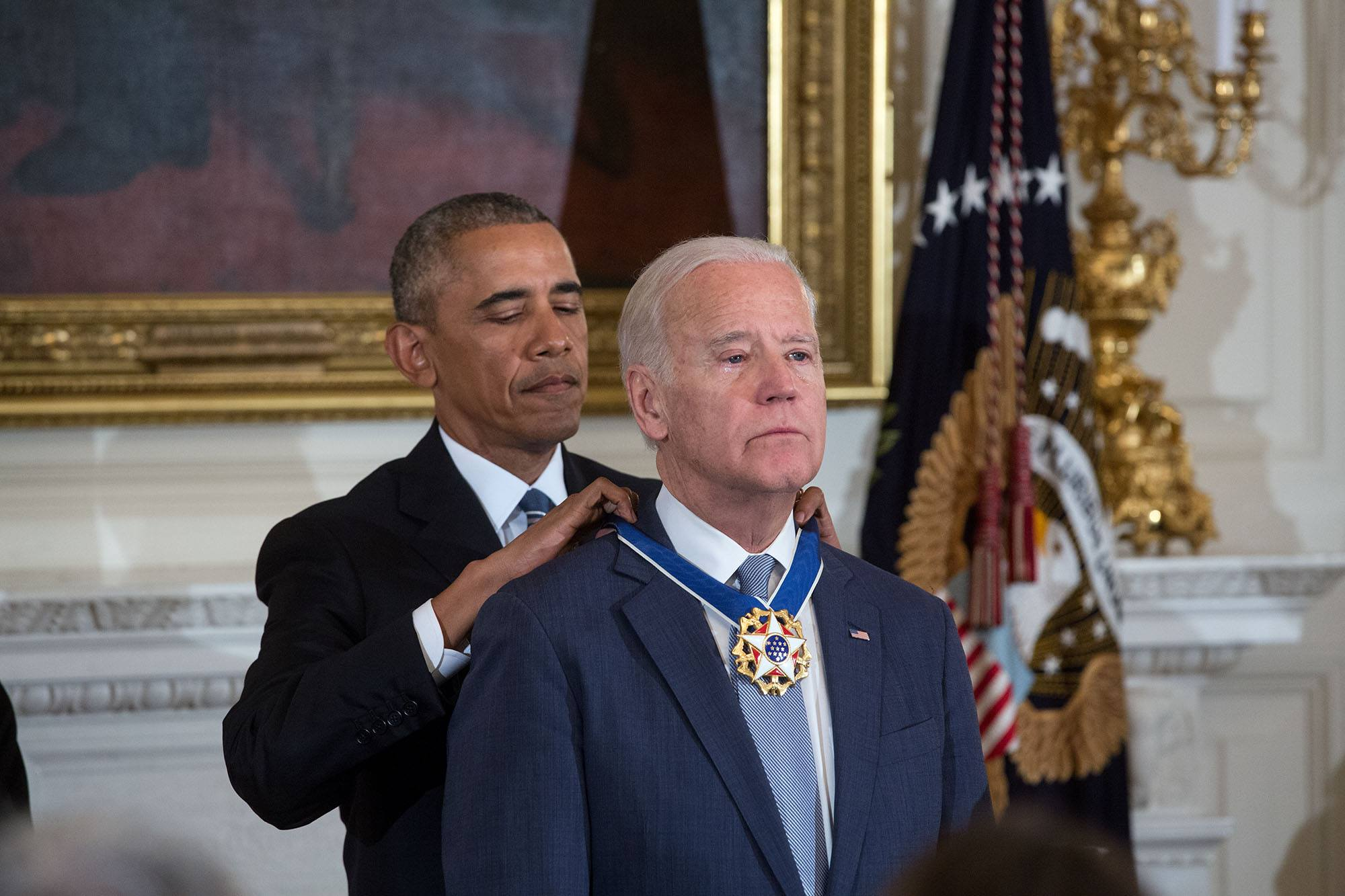
Barack Obama delar ut Presidentens frihetsmedalj till Joe Biden 12 januari 2017.

I samband med avslutningen av sin vicepresidentperiod tilldelades Biden den 12 januari 2017 Presidentens frihetsmedalj (i högre klass), som är USA:s främsta ickemilitära utmärkelse.

### Amerikanska
- Presidential Medal of Freedom with Distinction (USA, 2017)
- Ellis Island Medal of Honor (USA)[102]

### Utländska
- Terra Mariana-korsets orden (Estland, 2004)[103]
- Sankt Görans segerorden (Georgien, 2009)[104]
- Tre Stjärnors orden (Lettland, 2011)[105]
- Ukrainas frihetsorden (Ukraina, 2017)[106]
- Militärens hederskors (Ukraina, 2022)[107]
- Presidents medalj (Israel, 2022)[108]
- Vytautasorden (Litauen, 2023)[109]
- Förbundsrepubliken Tysklands förtjänstorden (Tyskland, 2024)[110]

## Uppkallat efter Biden
- 2017 grundade Joe Biden ett  institut vid Delawares Universitet. Institutet fick namnet Biden Institute.
- 2017 grundade University of Pennsylvania centret Penn Biden Center for Diplomacy and Global Engagement i Washington, D.C..[111]
- Ett poolområde i parken vid namn "Brown-Burton-Winchester Park" i Wilmington har omdöpts till Joseph R. Biden Jr. Aquatic Center. Joe Biden hade jobbat där som badvakt 1962, varför poolområdet fick detta namn.[112]
- Järnvägsstationen Joseph R. Biden Jr. Railroad Station i Wilmington, Delaware, har detta namn sedan 2011.[113]

## Familj
1964 träffade Biden lärarstudenten Neilia Hunter som gick vid Syracuse University i delstaten New York. Året därpå flyttade Biden till Syracuse för att gå juristutbildningen och för att komma närmre Neilia och den 27 augusti 1966 gifte de sig. Det var mot hennes föräldrars vilja att hon gifte sig med en katolik. Vigselakten skedde i en katolsk kyrka i Skaneateles, New York. De fick tre barn tillsammans: Joseph R. "Beau" Biden III (1969–2015), Robert Hunter Biden (född 1970) och Naomi Christina "Amy" Biden (1971–1972). Den 18 december 1972, strax efter att Biden valts till senaten för första gången, omkom Neilia och dottern Naomi i en bilolycka. Biden övervägde självmord och var fylld av ilska och religiösa tvivel. 2015 dog hans äldste son Beau i cancer.
Den 17 juni 1977 gifte Biden om sig med läraren Jill Tracy Jacobs. Tillsammans har de dottern Ashley Biden (född 1981).
Han har sju barnbarn: Naomi King (*1993), Finnegan James (*1998), Roberta Mabel "Maisy" (*2001),  Natalie Paige (*2004), Robert Hunter (*2006), Navy Joan (*2018) och Joseph Robinette "Beau" (*2020).